# Koos van Doorne
Jacobus  (Koos) van Doorne (Delft, 16 februari 1908 - Baarn, 10 februari 1984) was een Nederlandse dichter en schrijver. Als literair redacteur werkte hij bij het dagblad Trouw. 
Koos van Doorne was een zoon van sigarenmaker Jacobus van Doorne en Cornelia Hagestein. Na de lagere school deed hij drie jaar mulo en haalde enkele kantoordiploma's. Hij huwde met Vroukje Vriend en woonde met haar in de Rijswijkse buurtschap Postdelft, dichtbij Delft. In Delft leerde hij mensen kennen als Dirk Coster, A.J.D. van Oosten en Anton van Duinkerken. Op zijn negentiende debuteerde hij in het tijdschrift De Delver.

## Dichter
Van Doorne publiceerde in de jaren dertig in De Gemeenschap en Opwaartsche Wegen. Zijn dichtbundels verschenen in of na de oorlog, met uitzondering van de kwatrijnenbundel Vierregelig. Zijn eerste dichtbundel Verloren slag verscheen in 1940. Zijn tweede bundel met als titel Verboden stad verscheen in 1942. Dit jaartal werd echter geantedateerd naar 1938 omdat Van Doorne geen lid van de Kultuurkamer was en hij dus geen boeken mocht uitgeven. In de Tweede Wereldoorlog leidde hij met Anton Deering de clandestiene uitgeverij De Ursulapers. Zijn huis in Delft bood onderdak aan Joodse onderduikers. Zijn gedichten werden in de oorlogsjaren gepubliceerd in het illegale tijdschrift Toekomst, een weekblad dat verscheen in de omgeving van Delft. Van Doorne werd met enkele medewerkers van de Toekomst gearresteerd door de landwacht en werd op transport gesteld naar Duitsland, maar wist uit de trein te ontsnappen. Na de oorlog zou de Toekomst worden voortgezet als kopblad van De Maasbode in Rotterdam. 
In 1946 verhuisde hij naar Baarn en werd hij redactiesecretaris van het christelijk literaire blad Ontmoeting dat door zijn werkgever, de uitgeverij Bosch en Keuning werd uitgegeven. Ontmoeting werd vooral gelezen in protestantse kring. In die tijd raakte hij bevriend met dichteres Inge Lievaart. Van Doorne schreef mee aan talloze tijdschriften. Bij Bosch & Keuning werkte hij tot 1951 samen met onder anderen Rijnsdorp, P.J. Risseeuw en Van der Stoep. 
In 1950 werd hij kunstredacteur en later chef van de kunstredactie bij dagblad Trouw. In die functie schreef hij eigenzinnige literatuurkritieken. Hij zou tot zijn pensionering in 1974 aan die krant verbonden blijven. 
Tot zijn vele lezingen behoorden ook boekbesprekingen die te horen waren voor de NCRV-microfoon. 

## Schrijver
Het leven in is een jeugdboek. Als hoofdpersoon Wim een brief schrijft omdat zijn gezin in moeilijkheden verkeert, verandert alles. Van zijn drie romans schreef hij een onder het pseudoniem Isabel Rodriguez. Met dit boek ging de derde lustrum van de Opgang Serie van start. Van Doorne wilde in zijn eigen woorden 'laten zien dat je het leven van God hebt gekregen, hoe moeilijk en ondoorgrondelijk het ook moge zijn'. Twee romans verschenen in boekvorm, de derde Het huis De Werelt verscheen als feuilleton in Trouw. Zijn roman Het kind Hans is voor het grootste deel autobiografisch en handelt over een jonge vrouw die in de Tweede Wereldoorlog verloofd is met een gelovige Duitser. 
Enkele van zijn literair-etische literatuurkritieken verschenen in de jaren tachtig in een BZZTôH-verzamelboek met kritieken over Jan Wolkers. Aan het einde van zijn leven was Van Doorne niet langer aangesloten bij een kerk en noemde hij zich 'een buitenkerkelijk gelovige' die zich aangesproken voelde door de theologie van Schillebeeckx.
Van Doorne overleed op 75-jarige leeftijd en werd begraven op de Nieuwe algemene begraafplaats in Baarn.